# Drosophila deltaneuron
Drosophila deltaneuron este o specie de muște din genul Drosophila, familia Drosophilidae, descrisă de William Alanson Bryan în anul 1938. Conform Catalogue of Life specia Drosophila deltaneuron nu are subspecii cunoscute.